# La Rose de personne

La Rose de personne (Die Niemandsrose en langue originale) est un recueil poétique de Paul Celan, et son œuvre la plus célèbre, souvent considérée comme un des sommets de la poésie allemande du  XXe siècle. « Poète juif de langue allemande et de nationalité française, Paul Celan, très peu d'années après sa mort, occupe déjà une place de tout premier plan dans la littérature mondiale. Issue de l'après-Auschwitz, son œuvre pose quelques-unes des questions majeures de notre temps » selon sa traductrice Martine Broda. Cet ouvrage est d'après sa dédicace, et selon sa traductrice, « une des références majeures de Celan à propos de la question de l'interlocuteur. » La question de l'Interlocuteur renvoie ici au poète Ievgueni Baratynski et à sa fameuse bouteille jetée à la mer, reprise à la fois par Mandelstam, puis par Celan lui-même dans son Discours de Brême. 
Ce livre « sur le destin juif, emblème du tragique de l'histoire contemporaine » fut publié pour la première fois en allemand 1963 chez Fischer Verlag à Francfort-sur-le-Main, puis traduit en français par Martine Broda et Marc Petit avant d'être publié en deux temps en 1977 dans la revue Le Nouveau Commerce et en 1979 aux éditions José Corti. 
Selon le philologue Jean Bollack, ami de Paul Celan, « le recueil est dédié à la mémoire de Mandelstam, plutôt à ce qui a pu lui être prêté, a posteriori, en fait de mémoire. Le poète russe sera lui-même devenu un autre, revivifié à la hâte par la magie d'un exploit ultime, par un souffle qui parvient à intégrer l'essoufflement. » 
Outre ses qualités littéraires, cet ouvrage est reconnu pour sa poésie philosophique, comme le montrent par exemple les commentaires que Jacques Derrida a faits de certains de ses extraits (notamment dans les premières pages de Schibboleth : pour Paul Celan). En outre, comme le reste de l’œuvre de Paul Celan, ce recueil trouve une grande partie de son inspiration dans la Shoah, et a ainsi pu être interprété comme un possible élément de dialogue avec Vladimir Jankélévitch, ou encore comme un défi à Theodor W. Adorno, d'après qui « écrire un poème après Auschwitz est barbare, car toute culture consécutive à Auschwitz n'est qu'un tas d'ordures », et aux conférences parisiennes duquel a assisté Paul Celan.

## Structure
Le recueil est divisé en quatre parties de taille équivalente n'ayant pas d'autre titre qu'un numéro en chiffres romains.
Les références à la culture juive y sont nombreuses, dès la première partie. Par exemple, le premier poème du recueil, Il y avait de la terre en eux, et ils creusaient, évoque par plusieurs aspects le mythe de la Tour de Babel. Le poème L'Écluse, quant à lui, compte deux mots en yiddish : Kaddish et Yizkor. Le poème Zurich, zum Storchen, enfin, commence ainsi :
« Nous avons parlé du Trop
et du Trop-peu. Du Toi
et du Non-toi, de
la clarté qui trouble, de
choses juives, de
ton Dieu. »
Outre la référence directe au judaïsme, on peut y deviner une éventuelle référence au philosophe juif Martin Buber et à son ouvrage Je et Tu. Ces quelques exemples, bien sûr non exhaustifs, montrent déjà tant l'inspiration juive du recueil que son aspect philosophique.

## La Rose
La Rose de personne tire son nom du poème le plus connu du recueil, intitulé Psaume :
« Personne ne nous repétrira de terre et de limon,

personne ne bénira notre poussière.

Personne.

Loué sois-tu, Personne.

Pour l'amour de toi nous voulons

fleurir.

Contre

toi.

Un rien

nous étions, nous sommes, nous

resterons, en fleur :

la rose de rien, de

personne.

Avec

le style clair d'âme,

l'étamine désert-des-cieux,

la couronne rouge

du mot de pourpre que nous chantions

au-dessus, au-dessus de

l'épine. »
Ce poème peut rappeler par certains aspects les fameux vers d'Angelus Silesius dans Le Pèlerin Chérubinique (I, 289), commentés par Martin Heidegger en particulier, que Paul Celan rencontra en 1967 mais à la pensée duquel il s'intéressait depuis bien plus longtemps :
« La rose est sans pourquoi, elle fleurit parce qu'elle fleurit,

N'a pour elle-même aucun soin, – ne demande pas : suis-je regardée ? »
Il marque aussi un contraste peut-être pas anodin avec le concept chrétien de Rosa Mystica.